# Diga di Çatalan
La diga di Çatalan è una diga della Turchia. Si trova nella provincia di Adana.